# Hugó Hoch
Hugó Henrik Hoch (ur. 11 września 1868 w Nagybajom, zm. 29 lipca 1931 w Budapeszcie) – węgierski szermierz, olimpijczyk.
Był zawodnikiem klubu szermierki Fővárosi Vívóklub. Brał udział w Letnich Igrzyskach Olimpijskich 1900 jako uczestnik zawodów w szabli amatorów. Uzyskał awans do części półfinałowej, w której trafił do grupy drugiej. Nie znalazł się wśród czterech najlepszych zawodników, nie awansując tym samym do fazy finałowej. Po zakończeniu kariery sportowej był działaczem swojego macierzystego klubu szermierczego. Ponadto był brokerem na Giełdzie Papierów Wartościowych w Budapeszcie.